# Spencer Cox
Spencer James Cox (Mount Pleasant, 11 luglio 1975) è un politico statunitense, governatore repubblicano dello Utah dal 2021 ed in precedenza vicegovernatore dello stesso stato dal 2013 al 2021.

## Biografia
Cox è cresciuto nella contea di Sanpete; si è diplomato alla North Sanpete High School. Si iscrisse allo Snow College e mentre era studente effettuò una missione in Messico per la Chiesa di Gesù Cristo dei Santi degli Ultimi Giorni. Durante quel periodo, sposò la sua fidanzata del liceo, Abby, anch'essa diplomata allo Snow College. Ha quindi frequentato la Utah State University (USU), dove ha conseguito la laurea in scienze politiche e Abby la laurea in educazione speciale. 
Cox fu quindi accettato alla Harvard Law School, ma scelse di iscriversi alla Washington and Lee University School of Law. Si è laureato in giurisprudenza nel 2001.